# Tataren
Tataren (Wolga-Tataars: tatarlar/татарлар) is de verzamelnaam van een aantal Turkse en Mongoolse volkeren die hun oorsprong vinden in het Mongoolse Rijk, dat zich ooit uitstrekte van Korea tot Polen. Verschillende als "Tataren" benoemde volkeren leven nu nog steeds verspreid over een groot deel van Eurazië. De omvangrijkste groepen zijn de Wolga-Tataren in de autonome regio Tatarstan in Rusland, de Krim-Tataren in de Krim in Oekraïne, de Lipka-Tataren in Wit-Rusland, Polen en Litouwen, en de Siberische Tataren in Siberië. Verspreide groepen zijn onder andere te vinden in de Centraal-Aziatische republieken en de Kaukasus. De nevenvorm Tartaren is in de Middeleeuwen in Europa ontstaan door volksetymologische associatie met Tartarus.

## Oorsprong van het etnoniem
De vroegste beschrijvingen van een stam genaamd Tatar komen uit Chinese geschriften. Deze plaatsen de nomadische stam als een onafhankelijke groep ten noorden van het huidige Mongolië, in Zuid-Siberië.
De naam Tatar komt voor op de Orchoninscripties in Mongolië, daterend van 720-735. Op deze inscripties wordt melding gemaakt van Tataarse stammen als de Tokuz Tatar en de Otuz Tatar, die in opstand kwamen tegen Bilge Khan, de heerser van het Rijk der Göktürken.
Vanaf zo'n 600 na Christus begonnen de Tatar zich in westelijke en zuidelijke richting te verplaatsen en streden zij met andere Turkse en Mongoolse stammen om land. De stam trok langzaam verder naar Centraal-Azië, waar ze in de 13e eeuw deel van de Turks-Mongoolse confederatie van Djengis Khan werden.

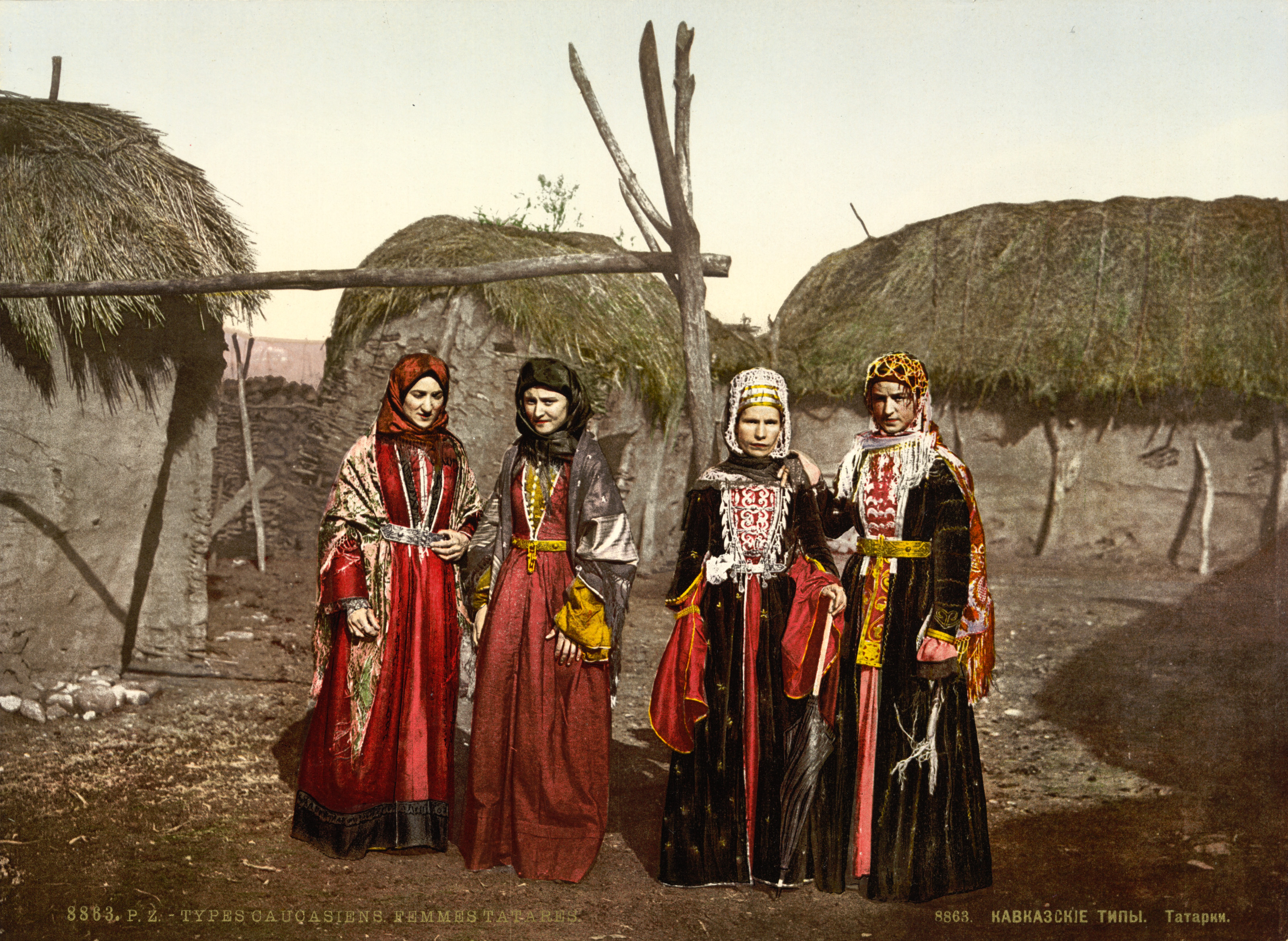
"Tataarse" vrouwen in de Kaukasus, wss. Azeri's, ca 1895

Hun naam werd nadien ten onrechte verbonden met de Mongoolse veroveringen in het westen. Het werd als exoniem de benaming voor de bewoners van het rijk van de Gouden Horde in Zuid-Rusland en nadien van de kanaten die uit dit rijk voortkwamen.
In 1236 veroverden deze "Tataren" onder leiding van Batu het rijk der Wolga-Bulgaren, een relatief ontwikkelde beschaving. De ligging van deze staat kwam ongeveer overeen met de ligging van het latere kanaat Kazan en het tegenwoordige Tatarstan.
Later werd de naam door de Russen gebruikt om alle Turks- dan wel Mongoolstalige volkeren aan te duiden, en zelfs islamitische Kaukasusvolkeren, met name Azeri's. Tegenwoordig wordt ze gebruikt voor de meest Turkstalige moslims van Rusland, Oekraïne, Polen en Litouwen, met name de Wolga-Tataren, Krim-Tataren, Lipka-Tataren, Astrachan-Tataren, Nogai en Siberische Tataren.

## De Mongoolse verovering van Rusland
Nadat de Mongolen Wolga-Bulgarije hadden ingelijfd veroverden ze in snel tempo Kiev-Rusland, in 1240 bekroond met de verovering van Kiev. In het zuidwesten van het oude Rusland zetten zij de vorsten af en regeerden het gebied direct, in het noorden/oosten lieten ze de oude hiërarchie in stand en regeerden indirect; de vorsten waren verantwoordelijk tegenover de Mongolen wat betreft het uitvoeren van het economische en administratieve beleid van de khan. Heel Rusland werd onderworpen aan belastingheffing en verplichting tot levering van soldaten.
De relatie tussen de Mongolen en de Wolga-Bulgaren verbeterde in de loop der tijd geleidelijk; ten eerste omdat de Wolga-Bulgaren een zekere mate van autonomie behielden en ten tweede omdat de Mongolen begin 14e eeuw de islam aannamen, de godsdienst van de Wolga-Bulgaren. De huidige Wolga-Tataren zien zich als erfgenaam van beide volkeren.
De verhouding met de Russen bleef vooral beperkt tot belasting heffen; van enige assimilatie of werkelijke inlijving was geen sprake. De culturele verschillen waren daarvoor waarschijnlijk veel te groot. Geliefd bij de Russen waren de Tataren dus geenszins, hoewel de gewone Rus weinig van de Mongoolse overheersing merkte. Het waren de vorsten die verantwoording af moesten leggen bij de khan.

## Het verval van de Gouden Horde
Door verschillende oorzaken begon het rijk van de Gouden Horde uiteen te vallen in de 14e en 15e eeuw. Ten eerste waren er interne spanningen die veelal te maken hadden met dynastieke twisten. Ten tweede was er de invasie van Mongolen onder leiding van Timoer Lenk vanuit het oosten. Een andere bedreiging voor de Gouden Horde vormde de opkomst van de Ottomanen, die hun macht rondom de Zwarte Zee vestigden. De belangrijkste bedreiging was echter de expansiedrift van Moskou.
In 1380 had Moskou al een belangrijke overwinning behaald op het Snippenveld en in de 15e eeuw kreeg Moskou de overhand in de machtsstrijd met de Gouden Horde. Deze bleken niet meer in staat hun wil op te leggen in het steeds verder uitdijende grondgebied van Moskovië. Af en toe werden Tataarse prinsen opgenomen aan het Moskouse hof en kregen ze een stuk land toegewezen. Op deze manier probeerde Moskou verdeeldheid te zaaien in het al labiele Tataarse rijk, en met succes.
De onafhankelijke kanaten Kazan, Astrachan, Sibir (in Siberië) en Krim verschenen ten tonele. Moskou bleef zich bemoeien met de dynastieke twisten in het kanaat Kazan, om invloed te verwerven. Na de teloorgang van de alliantie tussen Moskou en de Krim-Tataren, begin 15e eeuw, werd de politieke relatie van Moskou met de Wolga-Tataren nog slechter dan hij al was. Daarentegen was de commerciële relatie tussen de twee staten beter dan ooit. Het kanaat Kazan had uitgebreide handelscontacten met het kanaat Sibir, de Kaukasus, Perzië en Midden-Azië, en daar profiteerde Moskou van mee.

## Russische verovering van het kanaat Kazan
De troonsbestijging van Ivan de Verschrikkelijke in 1547 betekende het begin van het einde voor het kanaat Kazan. Geïnspireerd door een militante orthodoxe ideologie veroverde tsaar Ivan in oktober 1552 Kazan. Dankzij hun hoge ontwikkeling hebben de Tataren een grote invloed gehad op de Russische maatschappij en geschiedenis. Veel Russische adellijke families zijn van (deels) Tataarse origine, de sociale en militaire opzet van Moskovië is beïnvloed door instituties van de Tataren en veel Russische gebruiken hebben een Tataarse oorsprong.
Sinds de verovering van Kazan vonden pogingen tot russificatie en kerstening van de – islamitische – Wolga-Tataren plaats. Vrijwel meteen na de verovering van Kazan gingen er missionarissen in Kazan aan het werk en dat zou tot de Russische Revolutie doorgaan. De methodes van de missionarissen varieerden voortdurend. Aanvankelijk hield men er een milde aanpak op na, rijke Wolga-Tataren werden bijvoorbeeld aan huis bezocht en de armeren werden naar kloosters gestuurd om gedoopt te worden. Deze aanpak had weinig resultaat en al snel (1556) probeerde men de Tataren te dwingen zich te bekeren. Dit resulteerde in het ontstaan van de oudste groep Christelijke Tataren, de ‘starokresjtsjennye’. Dit, samen met de groeiende stroom Russische kolonisten, zorgde voor grote onvrede onder de Tataren en in 1556 kwam het tot een opstand. Deze werd neergeslagen, en de Tataren die nog steeds weigerden Christelijk te worden, moesten voortaan buiten de stadsmuren gaan wonen.
De bovenstaande visie op de kerstening van de Wolga-Tataren wordt voornamelijk door islamitische Tataren aangehangen. De huidige christelijke Tataren (de Krjasjen, ongeveer 10% van de totale Tataarse bevolking) stellen dat de oudste groep van christelijke Wolga-Bulgaren nooit islamitisch zou zijn geweest, maar al sinds het begin van het tweede millennium via Griekse missionarissen tot het christendom bekeerd was. Later gingen de Wolga-Bulgaren op in het Tataarse volk, maar een deel daarvan bleef hun christelijk geloof aanhangen.
Al snel keerden echter vele binnen de stadsmuren wonende Tataren weer terug naar hun oude geloof, en de activiteiten van de missionarissen hadden vrijwel geen resultaat. Tijdens de Tijd der Troebelen in het begin van de 17e eeuw staakte de missionarissen hun activiteiten. In plaats daarvan werd geprobeerd door middel van economische pressiemiddelen de Tataren tot bekering over te halen. Ook dit bleek weinig effect te hebben en de onvrede onder de Tataren werd duidelijk in 1669-1670, toen ze meededen aan de grote opstand van Stepan Razin. Een effect dat het Russische beleid ten aanzien van de Wolga-Tataren wel had, is dat velen migreerden naar de steppen van Kazachstan en Centraal-Azië.

## Kanaat van de Krim

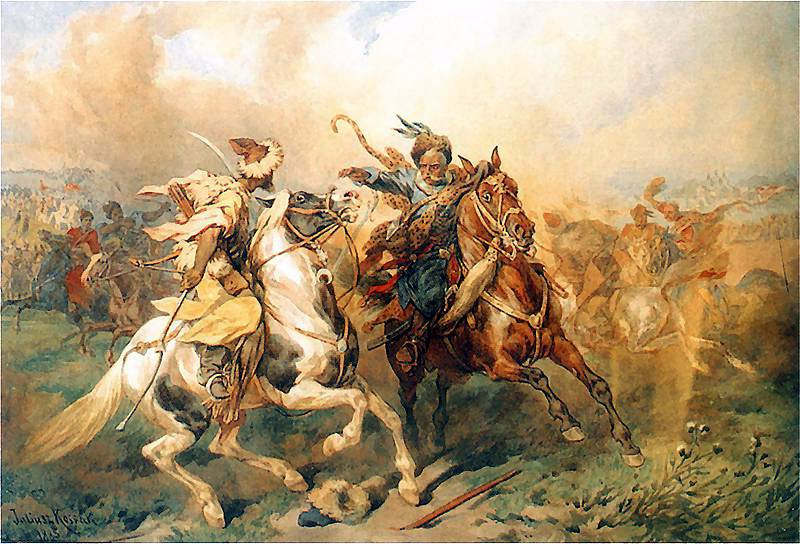
'Tataarse dans' - Krim-Tataar (links) vecht met een soldaat van het Pools-Litouwse Gemenebest

Het kanaat van de Krim werd een vazalstaat van het Ottomaanse Rijk, maar bleef nog eeuwenlang Rusland bedreigen. De stammen van het Krimkanaat spraken een aan het Turks verwante taal en vormden de laatste buitenpost van de Gouden Horde geregeerd door de Giraydynastie, bestaande uit directe afstammelingen van Djengiz Khan. Vanaf de 15e tot de 18e eeuw heersten de Krimtataarse ruiterlegers over de zuidelijke steppen tussen Rusland en de Zwarte Zeekust. De Krimtataren drongen met plundertochten Rusland binnen om zich te verzekeren van een regelmatige toestroom van Slavische gevangenen, die ze op de veilingen van Istanboel te koop aanboden als galeislaven en seksslavinnen. De heersers van Rusland en Polen betaalden protectiegeld aan de khan om hem en zijn mannen weg te houden.

## Trivia
- In het boek Michael Strogoff, de koerier van de tsaar van Jules Verne wordt een opstand van de Tataren beschreven in de jaren 70 van de 19e eeuw.

Abazijnen ·
Abchaziërs ·
Achvachen ·
Adygeeërs ·
Aino ·
Aleoeten ·
Aljoetoren ·
Altaj (Oirot) ·
Andi ·
Armeniërs ·
Avaren ·
Azerbeidzjanen·
Balkaren ·
Baraba ·
Basjkieren ·
Bergjoden ·
Boerjaten ·
Chakassen ·
Chanten ·
Chinezen ·
Dargienen ·
Dolganen ·
Enetsen ·
Evenen ·
Evenken ·
Georgiërs ·
Grieken ·
Ingoesjen ·
Ingriërs ·
Itelmenen ·
Jakoeten ·
Joden ·
Joekagieren ·
Joepiken ·
Kabardijnen ·
Kalmukken ·
Kamtsjadalen ·
Karatsjajers ·
Kareliërs ·
Kazachen ·
Kereken ·
Ketten ·
Komi ·
Koreanen ·
Korjaken ·
Korjo-saram ·
Krim-Tataren ·
Lezgiërs ·
Mansen ·
Mari (Tsjeremissen) ·
Meschetische Turken ·
Mordwienen ·
Nanai ·
Negidalen ·
Nenetsen (Joeraken) ·
Nganasanen ·
Nivchen (Giljaken) ·
Nogai ·
Oedegen ·
Oedmoerten ·
Oekraïners ·
Oeltsjen ·
Oezbeken ·
Oroken ·
Orotsjen ·
Osseten ·
Polen ·
Pomoren ·
Rusland-Duitsers (inclusief Wolga-Duitsers) ·
Russen ·
Samen (Lappen) ·
Selkoepen ·
Sjoren ·
Sojoten ·
Tabassaranen ·
Perzen (Tadzjieken) ·
Taten ·
Teleoeten ·
Tofalaren ·
Tsachoeriërs (Caxur) ·
Tsjerkessen ·
Tsjetsjenen (Noxchi) ·
Tsjoektsjen ·
Tsjoelymen ·
Tsjoevanen ·
Tsjoevasjen ·
Turkmenen ·
Toevanen ·
Wepsen ·
Belarussen (Wit-Russen) ·
Wolga-Tataren ·
Woten
Achang · Akha · Bai · Baima · Blang (Bulong) · Bonan · Buyi · Dai · Daur · De'ang · Dong · Dongxiang · Drung · Evenken · Gaoshan (Taiwanese aboriginals) · Gelao · Gin (Vietnamezen) · Han · Hani · Hlai (Li) · Hui · Jingpo · Jino · Kazachen · Kirgiezen · Koreanen · Lahu · Lhoba · Lisu · Mantsjoes · Maonan · Miao (Hmong) · Mongolen · Monpa (Menba) · Mulam (Mulao) · Nanai (Hezhe) · Naxi · Nu · Oeigoeren · Oezbeken · Oroqen · Pumi · Qiang · Russen · Salar · She · Sui · Tadzjieken · Tataren · Tibetanen (Zang) · Tu · Tujia · Wa (Va) · Yao · Yi · Yugur · Xibe · Zhuang